# Oligia rufo-suffumata
Oligia rufo-suffumata är en fjärilsart som beskrevs av Heydemann 1942. Oligia rufo-suffumata ingår i släktet Oligia och familjen nattflyn. Inga underarter finns listade i Catalogue of Life.